# Pauline Auzou

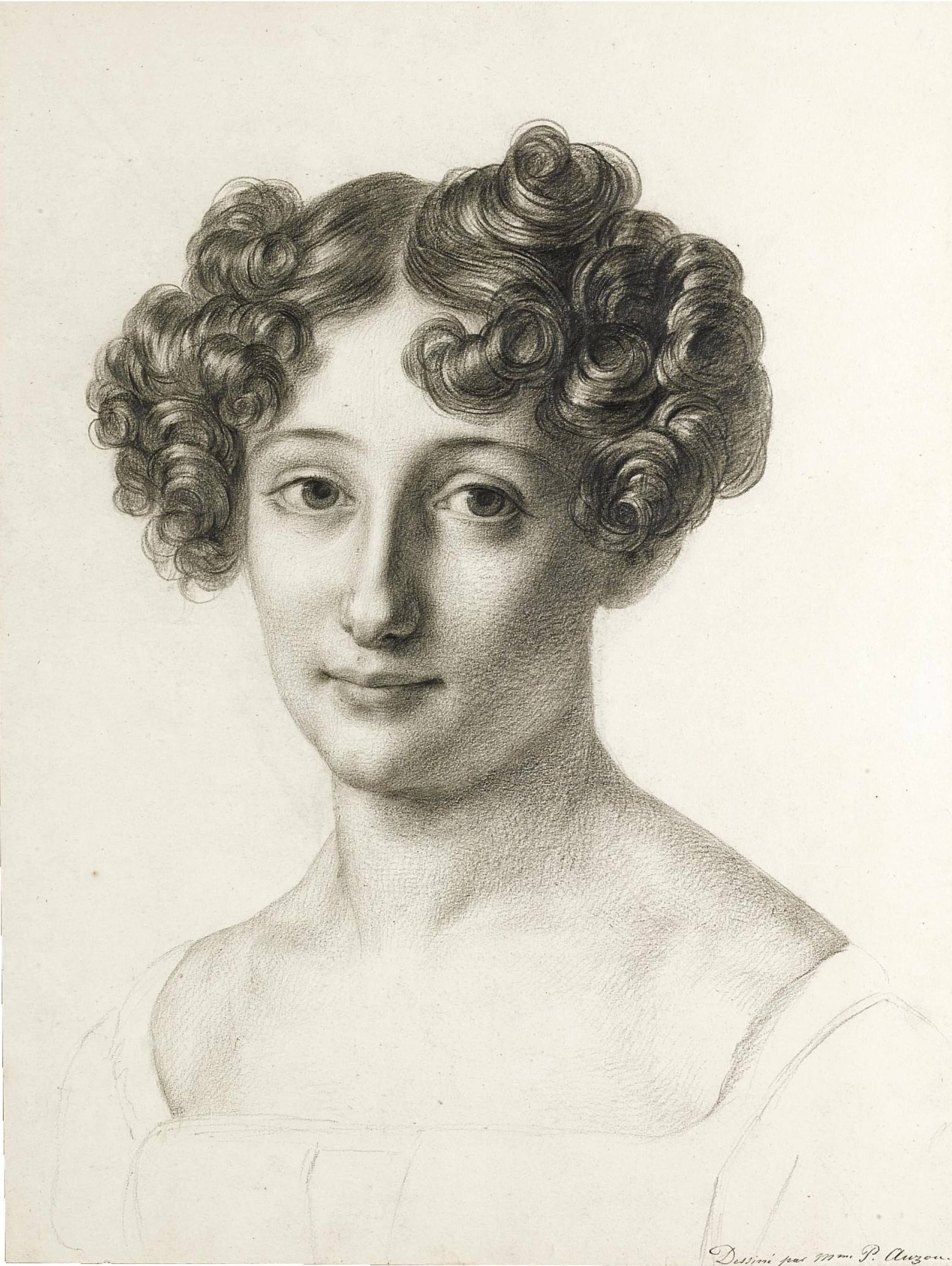
Presunto autorretrato.

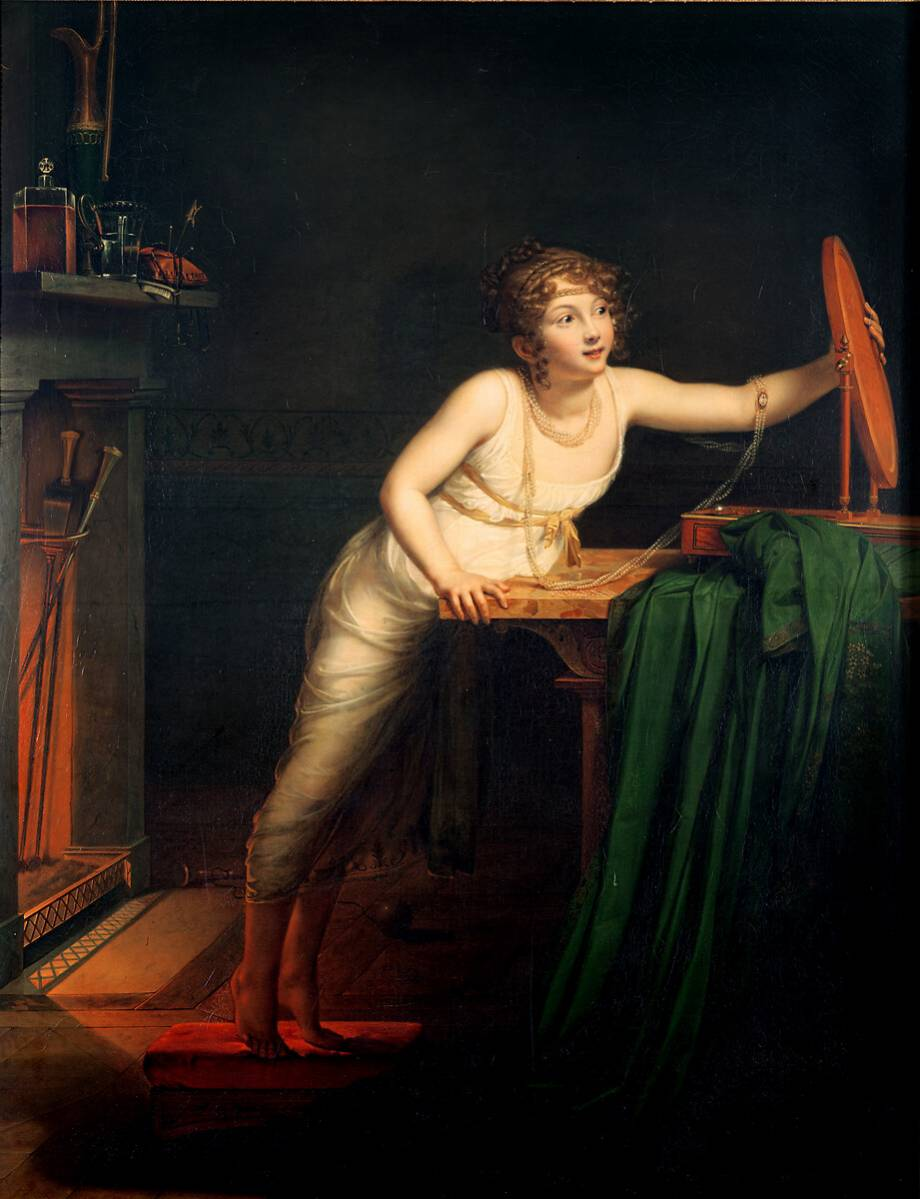
Pauline Auzou, Premier sentiment de coqueterie, 1804.

Pauline Auzou —nacida Jeanne-Marie-Catherine Desmarquest— (París, 1775-París, 1835) fue una pintora francesa, alumna de Jacques-Louis David, asidua del taller de Jean-Baptiste Regnault.
El 19 de frimario del año II (9 de diciembre de 1793) se casó con el papelero Charles-Marie Auzou. Jacques Augustin Catherine Pajou les compró una casa en 1820 en Fontenay-aux-Roses.

## Salons
- 1793, n.° 777, Une Bacchante, n.° 778, Une Étude de tête.
- 1804, n.° 8, Premier sentiment de coqueterie.

## Collections Publiques
- Portrait d'un musicien, Manchester, New Hampshire, États-Unis, Currier Gallery of Art.